# Suryapura (Rupandehi)
Pour les articles homonymes, voir Suryapura.
Suryapura (en népalais : सूर्यपुरा) est un comité de développement villageois du Népal situé dans le district de Rupandehi. Au recensement de 2011, il comptait 20 773 habitants.